# Lijst van nummer 1-albums in de Nederlandse Album Top 100 in 1972
Onderstaande albums stonden in 1972 op nummer 1 in de Hilversum 3 LP Top 10, de voorloper van de huidige Nederlandse Album Top 100. De LP Top 10 werd wekelijks samengesteld door de NOS.
| Nummer | Datum        | Artiest                   | Titel                             | Opmerking       |
| ------ | ------------ | ------------------------- | --------------------------------- | --------------- |
| 30     | 1 januari    | Diverse artiesten         | Goud van Out                      | Verzamelalbum   |
|        | 8 januari    | Diverse artiesten         | Goud van Out                      | Verzamelalbum   |
|        | 15 januari   | Diverse artiesten         | Goud van Out                      | Verzamelalbum   |
| 31     | 22 januari   | George Harrison & Friends | The concert for Bangladesh        |                 |
|        | 29 januari   | George Harrison & Friends | The concert for Bangladesh        |                 |
|        | 5 februari   | George Harrison & Friends | The concert for Bangladesh        |                 |
|        | 12 februari  | George Harrison & Friends | The concert for Bangladesh        |                 |
|        | 19 februari  | George Harrison & Friends | The concert for Bangladesh        |                 |
| 32     | 26 februari  | Neil Young                | Harvest                           |                 |
|        | 4 maart      | Neil Young                | Harvest                           |                 |
|        | 11 maart     | Neil Young                | Harvest                           |                 |
|        | 18 maart     | Neil Young                | Harvest                           |                 |
|        | 25 maart     | Neil Young                | Harvest                           |                 |
|        | 1 april      | Neil Young                | Harvest                           |                 |
|        | 8 april      | Neil Young                | Harvest                           |                 |
| 33     | 15 april     | Diverse artiesten         | Top star festival                 | Verzamelalbum   |
|        | 22 april     | Diverse artiesten         | Top star festival                 | Verzamelalbum   |
|        | 29 april     | Diverse artiesten         | Top star festival                 | Verzamelalbum   |
|        | 6 mei        | Diverse artiesten         | Top star festival                 | Verzamelalbum   |
|        | 13 mei       | Diverse artiesten         | Top star festival                 | Verzamelalbum   |
|        | 20 mei       | Diverse artiesten         | Top star festival                 | Verzamelalbum   |
| 34     | 27 mei       | Manassas                  | Manassas                          |                 |
|        | 3 juni       | Manassas                  | Manassas                          |                 |
| 35     | 10 juni      | The Rolling Stones        | Exile on Main St.                 |                 |
|        | 17 juni      | The Rolling Stones        | Exile on Main St.                 |                 |
|        | 24 juni      | The Rolling Stones        | Exile on Main St.                 |                 |
| 36     | 1 juli       | Diverse artiesten         | Voor de derde keer: Alle 13 goed! | Verzamelalbum   |
|        | 8 juli       | Diverse artiesten         | Voor de derde keer: Alle 13 goed! | Verzamelalbum   |
|        | 15 juli      | Diverse artiesten         | Voor de derde keer: Alle 13 goed! | Verzamelalbum   |
|        | 22 juli      | Diverse artiesten         | Voor de derde keer: Alle 13 goed! | Verzamelalbum   |
|        | 29 juli      | Diverse artiesten         | Voor de derde keer: Alle 13 goed! | Verzamelalbum   |
|        | 5 augustus   | Diverse artiesten         | Voor de derde keer: Alle 13 goed! | Verzamelalbum   |
|        | 12 augustus  | Diverse artiesten         | Voor de derde keer: Alle 13 goed! | Verzamelalbum   |
| 37     | 19 augustus  | Simon & Garfunkel         | Greatest hits                     | Compilatiealbum |
|        | 26 augustus  | Simon & Garfunkel         | Greatest hits                     | Compilatiealbum |
|        | 2 september  | Simon & Garfunkel         | Greatest hits                     | Compilatiealbum |
|        | 9 september  | Simon & Garfunkel         | Greatest hits                     | Compilatiealbum |
|        | 16 september | Simon & Garfunkel         | Greatest hits                     | Compilatiealbum |
|        | 23 september | Simon & Garfunkel         | Greatest hits                     | Compilatiealbum |
| 38     | 30 september | Yes                       | Close to the edge                 |                 |
|        | 7 oktober    | Yes                       | Close to the edge                 |                 |
|        | 14 oktober   | Yes                       | Close to the edge                 |                 |
| 39     | 21 oktober   | Cornelis Vreeswijk        | Cornelis Vreeswijk                |                 |
|        | 28 oktober   | Cornelis Vreeswijk        | Cornelis Vreeswijk                |                 |
|        | 4 november   | Cornelis Vreeswijk        | Cornelis Vreeswijk                |                 |
|        | 11 november  | Cornelis Vreeswijk        | Cornelis Vreeswijk                |                 |
|        | 18 november  | Cornelis Vreeswijk        | Cornelis Vreeswijk                |                 |
|        | 25 november  | Cornelis Vreeswijk        | Cornelis Vreeswijk                |                 |
| 40     | 2 december   | Focus                     | Focus 3                           |                 |
| 41     | 9 december   | Diverse artiesten         | Alle 13 goed! 4                   | Verzamelalbum   |
|        | 16 december  | Diverse artiesten         | Alle 13 goed! 4                   | Verzamelalbum   |
|        | 23 december  | Diverse artiesten         | Alle 13 goed! 4                   | Verzamelalbum   |
|        | 30 december  | Diverse artiesten         | Alle 13 goed! 4                   | Verzamelalbum   |